# اینانا
اینانا () ایزدبانوی سومری عشق، زیبایی، رابطه جنسی، جنگ، عدالت، قدرت سیاسی و باروری بود. اکدی‌ها، بابلی‌ها، و آشوریان او را ایشتار می‌نامیدند. این الهه همچنین با عشتروت فنیقی‌ها و افرودیته یونانی‌ها نیز هویت‌یابی می‌شود. او نمادی از ستاره درخشان صبحگاهی و شامگاهی ناهید نیز بوده‌است. عنوان دیگر او «ملکهٔ آسمان»؛ و ایزدبانوی حامی معبد اینا در اوروک، مرکز آیین دینی او، بود. برجسته‌ترین نمادهایش شیر بابل و ستاره ایشتار بودند.
اینانا حداقل از زمان دورهٔ اوروک (ح. ۳۱۰۰–۴۰۰۰ پیشا دوران مشترک) در سومر مورد پرستش بود، اما قبل از سارگن اکد آیینش رواج چندانی نداشت. در دورهٔ پس از سارگن، یکی از مشهورترین خدایان در پانتئون سومری شد، و معابدش در سراسر بین‌النهرین گسترش یافت. آیین اینانا/ایشتار، که احتمالاً با مراسم گوناگونی همراه با آمیزش جنسی در ارتباط بوده‌است، توسط گویشوران زبان‌های سامی شرقی (اکدی‌ها، آشوری‌ها، و بابلی‌ها) ادامه یافت که جایگزین سومری‌ها در منطقه شدند. او به خصوص مورد علاقه آشوریان قرار گرفت، که او را در مقامی بالاتر از آشور (ایزد) در پانتئون خود قرار دادند. در تنخ به اینانا/ایشتر اشاره شده‌است. آیین او به رشد ادامه داد، تا قرن اول تا ششم دوران مشترک که با پیدایی مسیحیت، افول تدریجی کرد.
اینانا بیش از هر خدای سومری دیگری در اساطیر ظاهر می‌شود. او همچنین دارای تعداد منحصر به فردی از القاب و نام جایگزین است، و از این لحاظ تنها با نرگال قابل‌مقایسه است. بسیاری از افسانه‌های او شامل تسخیر کردن قلمرو خدایان دیگر است. اعتقاد بر این بوده‌است که او مه (که نمایندهٔ همهٔ نمودهای مثبت و منفی تمدن است) را از انکی (خدای خرد) ربوده‌است.
به واسطهٔ فعالیت‌ها انهدوآنا شاعر و کاهن اعظم شهر اور و دختر سارگن بزرگ اینانا از صورت یک الههٔ گیاهیِ محلیِ سومری به مقام ایشتار و ملکهٔ آسمان و نامدارترین الههٔ بین‌النهرین ترفیع رتبه یافت.
سروده‌های انهدوآنا برای اینانا از باستانی‌ترین قطعات ادبی بشریت است. انهدوآنا از کاهنان بزرگ سومری بوده که سروده‌هایی برای اینانا، بانوی دل بزرگ سروده‌است.
مهرداد بهار، افسانه‌شناس در کتاب «از اسطوره تا تاریخ» دربارهٔ «اینانا» می‌نویسد:

«ایشتر یا اینانا خدای برکت بخشنده‌است. در کوه‌های لرستان روی کنده کاری‌های تیره‌های پیش از آریایی، نگاره‌های ایشتر چونان دارگونه (الهه) مادر و دارگونه جنگ موجود است. ارتش آشور وقتی به جنگ می‌رفت، «ایشتر» در برابر سپاهیان نمودار می‌شد و آن‌ها را به جنگ برمی‌انگیخت.»
همچنین در کتاب «اساطیر جهان _ داستان‌ها و حماسه‌ها» دربارهٔ اینانا آمده‌است:
«اینانا: نخست دختر آنو و سپس سین؛ الهه بزرگ یا دارگونه مادر و دارگونه مهر و جنگ است»

## ریشه‌شناسی

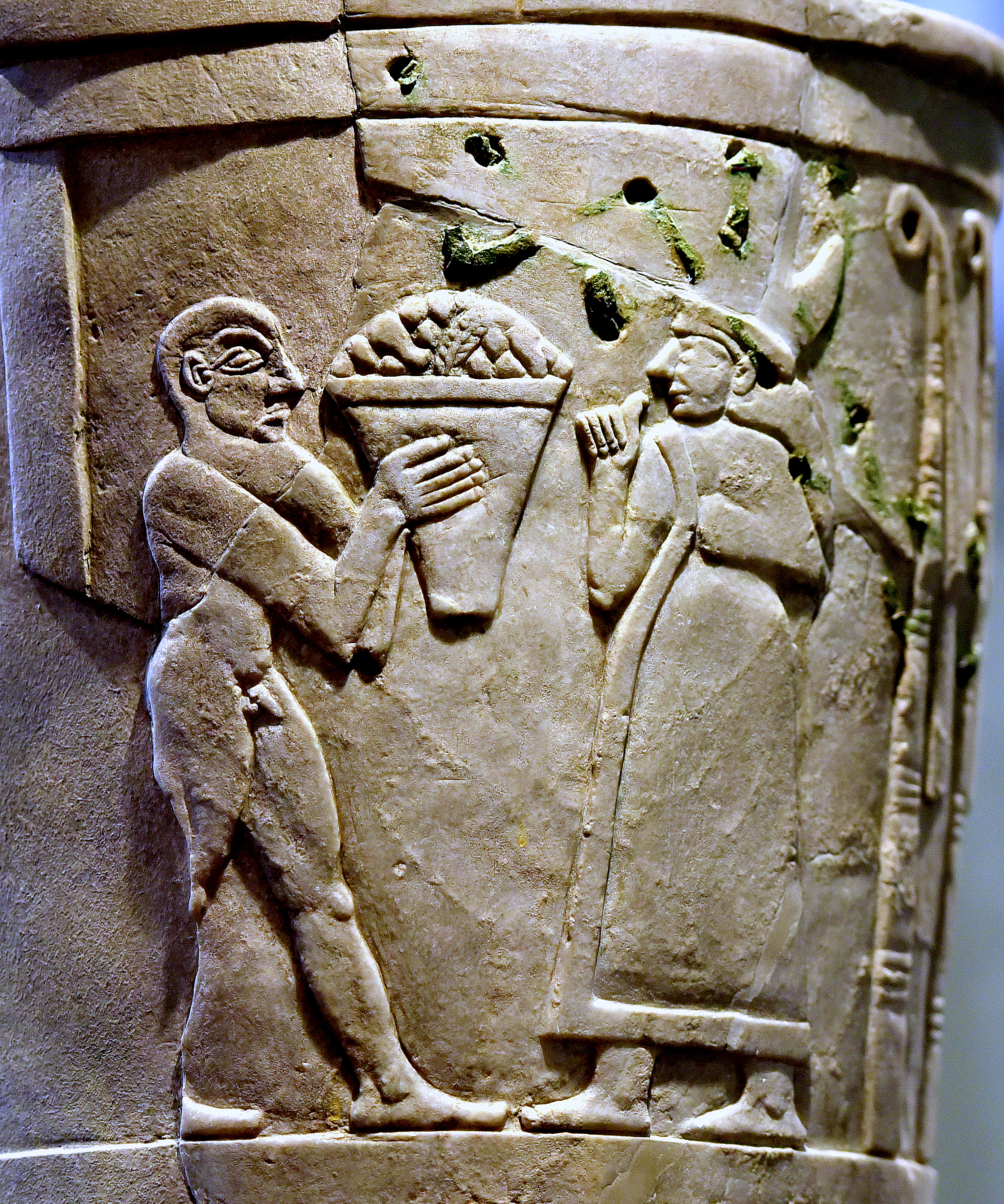
اینانا در حال دریافت پیشکش، گلدان اوروک، ح. ۳۰۰۰–۳۲۰۰ پیشا دوران مشترک.

اینانا و ایشتار در اصل خدایانی جداگانه و بی‌ارتباط با هم بودند، اما در زمان حکومت سارگن اکد با هم برابر گرفته شدند و تبدیل به یک ایزدبانو با دو نام متفاوت شدند. نام اینانا ممکن است که از عبارت سومری nin-an-ak، به معنای «بانوی آسمان» مشتق شده باشد، اما نشان خط میخی برای اینانا (𒈹) لیگاتوری از نشانه‌های بانو (Sumerian: nin ; Cuneiform: 𒊩𒌆 SAL.TUG2) و آسمان (Sumerian: an; Cuneiform: 𒀭 AN) نیست.

## منشأ و توسعه

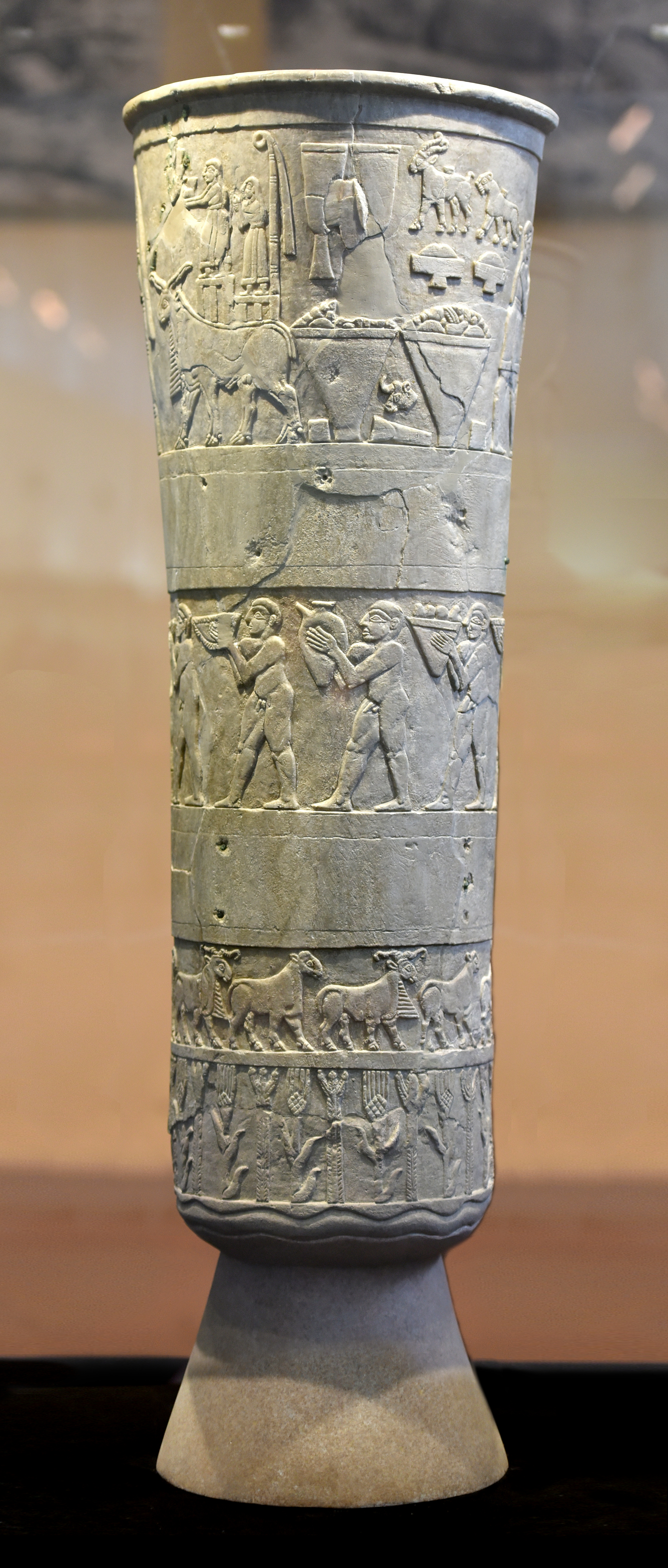
گلدان اوروک (گلدان وارکا)نمایشگر پیش‌کش‌های نذر شده برای اینانا(۳۰۰۰–۳۲۰۰ پیشا دوران مشترک)

اینانا برای بسیاری از دانشمندان سومر باستان، به دلیل این واقعیت که حوزه قدرت او دارای جنبه‌های متمایز و متضادتر از هر خدای دیگری بود، مشکل ایجاد کرده‌است. دو نظریه عمده در مورد منشأ او ارائه شده‌است. توضیح اول معتقد است که اینانا نتیجه یکپارچگی بین چندین خدای سومری که قبلاً با یکدیگر حوزه‌های کاملاً متفاوتی داشتند، بوده‌است. توضیح دوم حاکی از آن است که اینانا در اصل یک خدای سامی بود که پس از شکل‌گیری کامل پانتئون سومری وارد آن شد و تمام نقش‌هایی را که هنوز به خدایان دیگر واگذار نشده بود بر عهده گرفت.
از همان اوایل دوره اوروک (ح. ۴۰۰۰ تا ح. ۳۱۰۰ پیشا دوران مشترک)، اینانا با شهر اوروک مرتبط بود. در این دوره، نماد تیرک سر حلقه‌ای با اینانا ارتباط نزدیکی داشت. گلدان معروف اوروک (که در انبار اشیای مذهبی دوره اوروک سوم یافت شده‌است) ردیفی از مردان برهنه را نشان می‌دهد که اشیاء مختلف از جمله کاسه، ظروف و سبدهای محصولات کشاورزی و همچنین گوسفند و بز را به پیکر زنانه‌ای پیشکش می‌کنند که رو به روی حاکم ایستاده‌است. زن در مقابل نماد اینانا، دو دسته نیزار پیچ خورده به جای تیرک در، ایستاده‌است، در حالی که شخصیت مرد جعبه و پشته ای از کاسه‌ها را در دست دارد، نشانمیخی متاخر بر اِن به معنای کاهن بزرگ معبد دلالت دارد.

## پرستش
گوندولین لیک فرض می‌کند که در دوران پیشا سارگونی، کیش اینانا محدود بود، اگرچه کارشناسان دیگر استدلال می‌کنند که او پیش از این برجسته‌ترین خدای اوروک و تعدادی از مراکز سیاسی دیگر در دوره اوروک بوده‌است. او معابدی در نیپور، لاگاش، شوروپک، زابالم و اور داشت، اما مرکز فرقه اصلی او معبد عانا در اوروک بود، که نام آن به معنای «خانه بهشت» است. (به سومری: e2-anna؛ خط میخی: 𒂍𒀭 E2.AN). برخی تحقیقات فرض می‌کنند که خدای حامی اصلی این شهر در هزاره چهارم پیش از میلاد، An بوده‌است. پس از تقدیم آن به اینانا، به نظر می‌رسد معبد کاهنان الهه را در خود جای داده‌است. در کنار اوروک، زبالم مهم‌ترین مکان اولیه عبادت اینانا بود، زیرا نام شهر معمولاً با علائم MUŠ۳ و UNUG نوشته می‌شد که به ترتیب به معنی «اینانا» و «مقدس» است. ممکن است الهه شهر باشد. زبالم در اصل یک خدای متمایز بود، هرچند که آیینش خیلی زود توسط الهه اوروکی جذب شد. جوآن گودنیک وستنهولز پیشنهاد کرد که الهه‌ای که با نام Nin-UM (خواندن و به معنای نامشخص) شناخته می‌شود، که با ایشتاران در یک سرود در مرتبط است، هویت اصلی اینانا از زبالم است.
در دوره اکدی قدیم، اینانا با ایشتار الهه اکدی که با شهر آگاد مرتبط بود، ادغام شد. سرودی از آن دوره، ایشتار اکدی را «اینانا اولماش» در کنار اینانا از اوروک و زبالم خطاب می‌کند. پرستش ایشتار و همگرایی بین او و اینانا توسط سارگون و جانشینانش تشویق شد،و در نتیجه او به سرعت به یکی از پرستش‌ترین خدایان در پانتئون بین‌النهرین تبدیل شد. در کتیبه‌های سارگون، نارام سین و شارکلی شری ایشتار بیشترین مورد استناد قرار گرفته‌است.
در دوره بابلی قدیم، مراکز اصلی فرقه او، علاوه بر اوروک، زبالم و آگاد، ایلیپ نیز بود. آیین او نیز از اوروک به کیش معرفی شد.
در زمان‌های بعد، در حالی که فرقه او در اوروک به شکوفایی ادامه می‌داد، ایشتار همچنین در پادشاهی آشور بین‌النهرین علیا (شمال عراق امروزی، شمال شرق سوریه و جنوب شرقی ترکیه)، به ویژه در شهرهای نینوا، آشور و اربلا مورد پرستش قرار گرفت. (اربیل امروزی). در زمان پادشاهی آشور آشوربانیپال، ایشتار به مهم‌ترین و مورد احترام‌ترین خدایان در پانتئون آشوری تبدیل شد و حتی از خدای ملی آشور آشور پیشی گرفت. اشیای نذری یافت شده در معبد آشوری اولیه او نشان می‌دهد که او خدایی محبوب در میان زنان بوده‌است.

## متون سومری

### اسطوره‌های نخستین

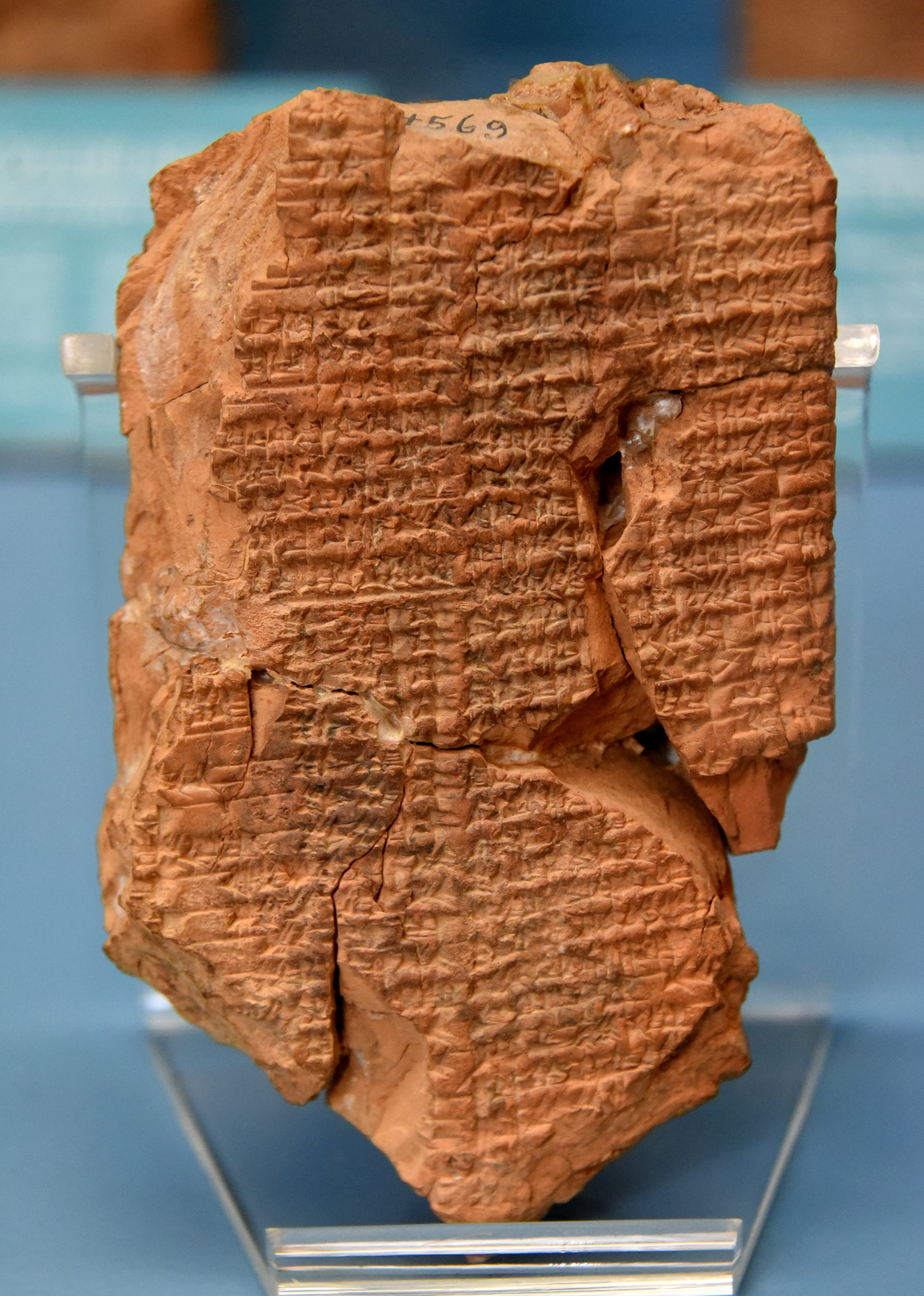
لوح اصلی سومری معاشقه اینانا و دموزی

شعر اینانا کشاورز را برمی‌گزیند (ETCSL 4.0.8.3.3) با گفتگوی بازیگوشانهٔ اینانا و برادرش اوتو آغاز می‌شود که به او با پافشاری یادآوری می‌کند زمان ازدواجش فرا رسیده‌است.

### پیروزی‌ها و پشتیبانی‌ها
اینانا و انکی (ETCSL t.1.3.1) شعری طولانی به سومری است.

## فرورفتن به دنیای زیرین
دو نسخهٔ متفاوت از داستان «رفتن اینانا/ایشتر به دنیای زیرین» باقی مانده‌است: یک نسخهٔ سومری که به زمان سلسله سوم اور برمی‌گردد، (ETCSL 1.4.1) و یک نسخهٔ اکدی (اوایل هزارهٔ دوم پیشا دوران مشترک) که آشکارا از آن اقتباس شده‌است. نسخهٔ سومری داستان تقریباً سه برابر نسخهٔ اکدی متاخر است و جزئیات خیلی بیشتری را شامل می‌شود.

### نسخهٔ سومری
در دین سومری ایرکالا گودالی تاریک و ترسناک تصور می‌شد که در اعماق زمین قرار دارد؛ زندگی در آن به شکل «سایه‌ای از زندگی بر روی زمین» ترسیم می‌گشت. حاکم آن ایزدبانو ارشکیگال، خواهر اینانا، بود. پیش از رفتن، اینانا از پرستار و خادم خود (نینشوبور) می‌خواهد که اگر پس از سه روز بازنگشت، برای رهایی‌اش به درگاه انلیل، ننا، آن و انکی برود. قوانین جهان زیرین حکم می‌کند که به استثنای پیام‌رسان‌های گماشته شده، هر کس دیگری که وارد آنجا شود ممکن است که هیچگاه نتواند ترکش کند. اینانا برای این عزیمت، خود را آراسته می‌کند: دستار می‌بندد؛ با کلاه‌گیس، گردنبند لاجورد، مهره بر سینه، «لباس پالا» (جامهٔ بانوانه)، ماسکارا (سرمه)، طوقه، انگشتر طلا خود را می‌پیراید، و عصای اندازه‌گیری در دست می‌گیرد. هر یک از جامگان نشانهٔ یک مه است که او دارایش است.
اینانا بر دروازه‌های جهان زیرین می‌کوبد و خواستار ورود می‌شود. «نتی» که نگاهبان دروازه جهان زیرین است از او دلیل آمدنش را می‌پرسد و اینانا پاسخ می‌دهد که مایل است در مراسم خاکسپاری «گوگالانا»، «شوهر خواهر بزرگترم ارشکیگال»، شرکت کند. نتی این موضوع را به ارشکیگال گزارش می‌دهد، که به او می‌گوید: «هر هفت دروازهٔ جهان زیرین را محکم کن. سپس، یک‌به‌یک هر دروازه را کمی بازکن. بگذار اینانا وارد شود. به هنگام ورودش، جامه‌های فاخر او را از تن دربیاور.»(شاید که لباسهای نامناسب اینانا برای مراسم سوگواری، و رفتار متکبرانه‌اش باعث بدگمانی ارشکیگال شده‌است.) در پی دستورهای ارشکیگال، نتی به اینانا می‌گوید که اجازه دارد از دروازهٔ اول بگذرد، ولی باید عصای اندازه‌گیری لاجورد خود را واگذارد. اینانا می‌پرسد چرا، و پاسخ می‌گیرد که: «رسوم جهان زیرین چنین است.» او سر می‌نهد و می‌گذرد. اینانا از هر هفت دروازه می‌گذرد، و در هر کدام بخشی از لباس‌ها یا جواهراتی را که در اول داستان پوشیده، از تن به درمی‌آورد، و در واقع خلع قدرت می‌شود. هنگامی که به درگاه خواهرش می‌رسد، برهنه است:
 پس از آن‌که اینانا خم گشت و اجازه داد لباس‌هایش به در آید، آنان را بردند. سپس او خواهرش، ارک-کی-گالا، را از اورنگ بلند کرد، و خود بر جایگاهش نشست. آنوناکی‌ها، هفت داور، علیه او حکم کردند. آن‌ها به او نگاه انداختند - نگاه مرگ. آن‌ها با او سخن گفتند - گفتاری پر از خشم. آن‌ها بر او خروشیدند - خروش بر گناهی سنگین. زنِ پریشان به مرداری تبدیل گشت. و مردار بر چنگکی آویزان گشت.
سه روز و سه شب گذشت؛ «نیشوبور» به پیروی از سفارش‌ها، به معبد انلیل، ننا، آن و انکی رفت و از یک‌به‌یک آن‌ها درخواست کرد که اینانا را رهایی بخشند. سه خدایِ اول نپذیرفتند؛ گفتند سرنوشت اینانا، گناهِ خودِ اوست، مگر انکی، که خیلی نگران است و می‌پذیرد که یاری دهد. او دو پیکر بی‌جنس می‌آفریند، به نام‌های گالا-تورا و کور-جارا، از خاک زیر ناخن‌هایِ دو انگشتش. او به آن‌ها دستور می‌دهد ارشکیگال را آرام کنند و زمانی که از آن دو پرسید چه می‌خواهند، مردار اینانا را بخواهند، که باید بر آن خوراک و آب زندگی بپاشند. زمانی که به نزد ارشکیگال می‌رسند، دردی چون زنِ در حال زایمان دارد. او هر چه بخواهند به آن‌دو می‌دهد، از جمله رودهای حیات‌بخشِ آب و کشتزار غلات، اگر که آرامش کنند؛ ولی آن‌ها همه را رد می‌کنند و تنها مردارِ اینانا را می‌خواهند. گالا-تورا و کور-جارا بر مردار اینانا خوراک و آب زندگی می‌پاشند و او را باز جان می‌بخشند. دیوهایی (گالاها) که ارشکیگال به دنبال اینانا به خارج از جهان زیرین فرستاده، اصرار دارند که باید کس دیگری جایگزین او در جهان زیرین شود.

### نسخه اکدی
نسخه اکدی با نزدیک شدن ایشتار به دروازه‌های جهان زیرین و درخواست او از نگاهبان دروازه برای ورود، آغاز می‌شود. نگاهبان دروازه (که در نسخه اکدی نامش گفته نشده) برای آگاه کردن ارشکیگال از آمدن ایشتار می‌شتابد. ارشکیگال به او دستور می‌دهد که به ایشتار اجازه ورود دهد، ولی می‌گوید که «با او طبق آداب باستانی رفتار کن». نگاهبان اجازه ورود به ایشتار می‌دهد، و هر بار یک دروازه را باز می‌کند. ایشتار در هر دروازه مجبور می‌شود تکه‌ای از پوشاکش را به درآورد. زمانی که سرانجام از دروازه هفتم می‌گذرد، برهنه است.

### تفسیر

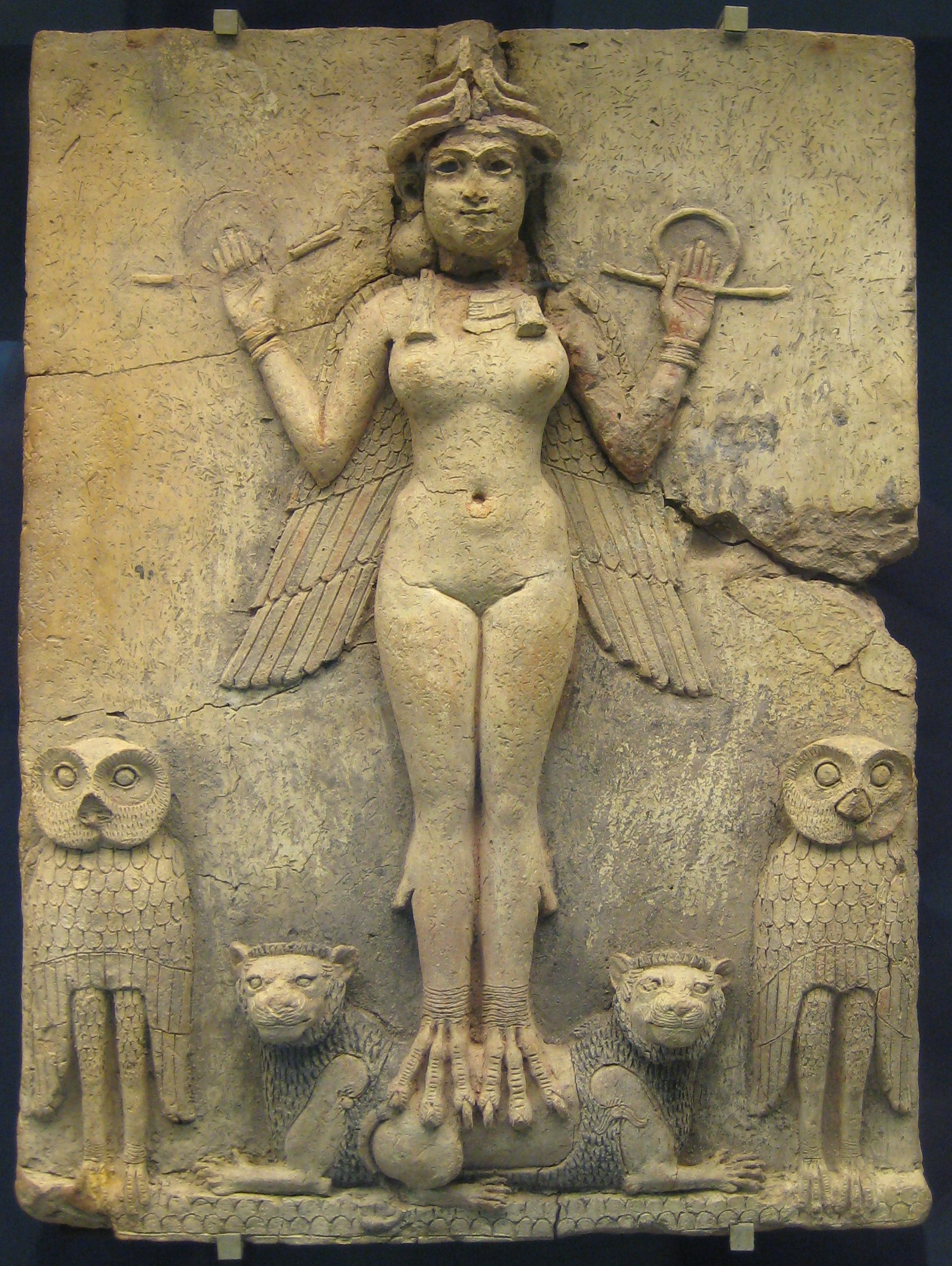
«ملکه شب» (نقش‌برجسته برنی) که گمان می‌رود نمایانگر ایشتار یا خواهر بزرگترش ارشکیگال (ح. قرن نوزدهم یا هجدهم پیشا دوران مشترک)

در قرن بیستم تفسیرهایی از اسطوره بیان شد که از دیدگاهی یونگی، و نه آشورشناسی به آن می‌پرداختند. «دایان ولکشتین» آن را پیوندی بین اینانا و «نیمه تاریک» خودش می‌داند: خواهر-خود دوقلو، ارشکیگال.
جوزف کمبل این اسطوره را داستانِ قدرت روان‌شناسانه فرورفتن در ذهن ناهشیار (ضمیر ناخودآگاه) معنا کرد: فهمِ قدرتِ خود به‌واسطه رویدادی به ظاهر از سر بی‌قدرتی، و پذیرش ویژگی‌های منفی خود.

## اسطوره‌های پسین

### حماسه گیلگمش
در حماسه گیلگمش (به زبان اکدی)، پس از بازگشت گیلگمش و همراهش انکیدو به شهرشان اوروک از شکست دادن غولی به نام هومبابا، ایشتار به او پدیدار می‌شود و از گیلگمش می‌خواهد که همسرش باشد. گیلگمش به او جواب رد می‌دهد و اشاره به آن می‌کند که همه عاشقان قبلی او رنج کشیده‌اند:
بگذار تا داستان عاشقانت را بازگویم برایت. تموز یکی از آنان بود، عاشق جوانی‌ات، به ماتم محکومش کردی، سال پس از سال. سبزقبای رنگارنگ را دوست داشتی، زدی و بالش شکستی … شیر را دوست داشتی، قدرتش شگرف، هفت گودال برایش کندی، و هفت. عاشق نریان بودی، باشکوه در جنگ، به شلاق و مهمیز و تازیانه محکومش کردی.

## یادداشت
1. ↑  ‎/ɪˈnɑːnə/‎; سومری: 𒀭𒈹 Dinanna, also 𒀭𒊩𒌆𒀭𒈾 Dnin-an-na[۶][۷]
2. ↑  ‎/ˈɪʃtɑːr/‎; Dištar[۶]
3. ↑  امروزه وارکا، اِرِخ در کتاب مقدس
4. ↑  نظر آبوش این است که پیشنهاد ایشتار به گیلگمش، کارگری در جهان مردگان است.[۸۵]

## واژگان
1. ↑  Star of Ishtar
2. ↑  Sexual ritual
3. ↑  Warka Vase
4. ↑  Measuring rod